# Gamun-ui gwihwan
Gamun-ui gwihwan (가문의 귀환?), noto anche con il titolo internazionale Marrying the Mafia 5: Return of the Mafia, è un film del 2012 diretto da Jeong Yong-ki, ultimo episodio della serie di film iniziata nel 2002 con Gamun-ui yeonggwang.

## Trama
Per tenersi lontano dalla malavita, la famiglia Jang dà vita a un'impresa edile; nel frattempo, Park Dae-seo conosce la giovane Hyo-jung.